# ФК Полет Каравуково
ФК Полет је фудбалски клуб из Каравукова. Основан је 1947. године, тренутно се такмичи у МОЛ Сомбор.

## Историја
Највећи успех у својој историји клуб из Каравукова је остварио у сезони 2000/01. када је на крају првенства Војвођанске лиге Север освојио друго место са 59 бодова, осам мање од првопласиране суботичке Бачке, и пласирао се у квалификације за Српску лигу Војводина. У полуфиналном двомечу квалификација били су бољи од Шајкаша из Ковиља. У првом мечу су поражени у гостима 3:0, да би на свом стадиону истим резултатом за 90 минута игре анулирали предност противника и на пенале (5:4) изборили финале. У другом полуфиналном мећу састали су се имењаци из Новог Бечеја и Вршца, у коме је као победник изашло Јединство из Новог Бечеја (3:1; 2.2). У финалном двомечу Полет је био бољи од Јединства (4:1; 3:3).
У дебитанствој сезони Српске лиге Војводина Полет је провео годину дана и након 36 кола уписао 22 бода, заузевши 17 место на табели. Заједно са Радничким из Сутјеске (20), Радничким из Ковина (29), Бачком 1901 из Суботице (31) и Бегејом из Житишта (32) сишао је у нижи ранг.

## Успеси
- Војвођанска лига Север
Другопласиран: 2000/01, 2007/08
- Подручна лига Сомбор
Освајач: 1971/72, 1976/77, 1977/78, 1989/90, 1994/95, 2015/16.

## Познати играчи
- Радослав Самарџић (1970)